# 人物摄影

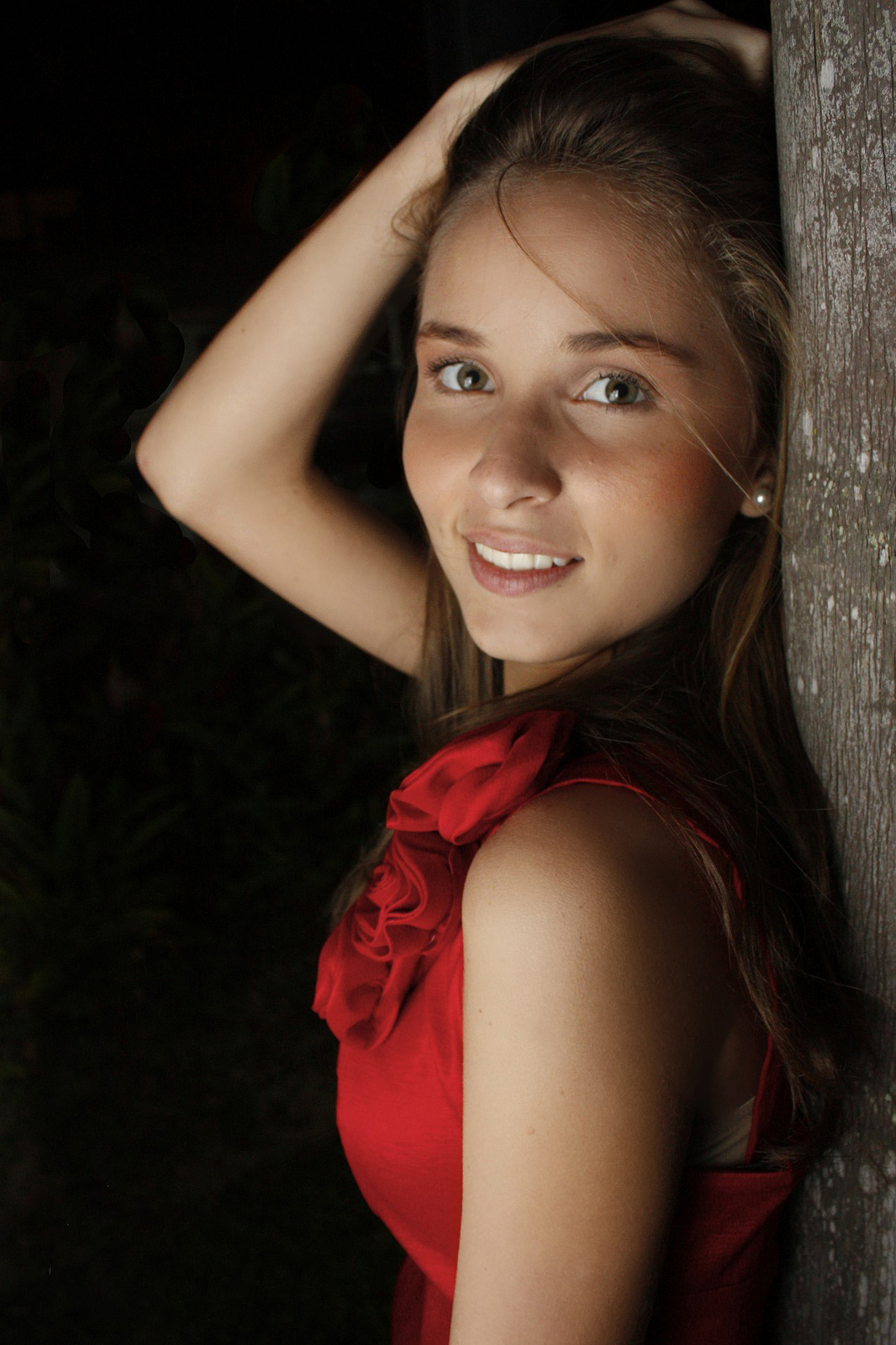
一张女性的人像照

人物攝影，就是以人為主題的攝影，例如兒童、藝人等。

## 歷史
随着照相机的发明和普及，人像摄影已经成为一种最经济和最容易去记录人像的方法， 相比曾经被广泛推崇的肖像画。起初在19世纪中叶，由于对大量肖像的需要，银板照相法得到了普及。这也是最早的摄影方法之一。随之一些生产这种底片的工作室出现在世界各大城市，甚至一些日产量高达500片之多。照片中被摄物体被放置于细腻的背景之下，充分的利用来自窗户外的自然光和一切能够反射光线的镜子。这些早期的作品无不呈现出一种人们在科学技术上的挑战，和一种绘画艺术与短短30秒曝光时间的完美结合。

## 人像修圖
修圖其實籠統來說可以分兩種，一種叫作retouch 或者 touch up，意思是指微調相片整體的色調、曝光及裁剪。另一種的修圖叫作photo editing，這一種便是把相片局部的瑕疵加以調整，例如最常見的是執暗瘡、黑眼圈、眼袋、皮膚以及瘦面等等。

## 毕业生摄影

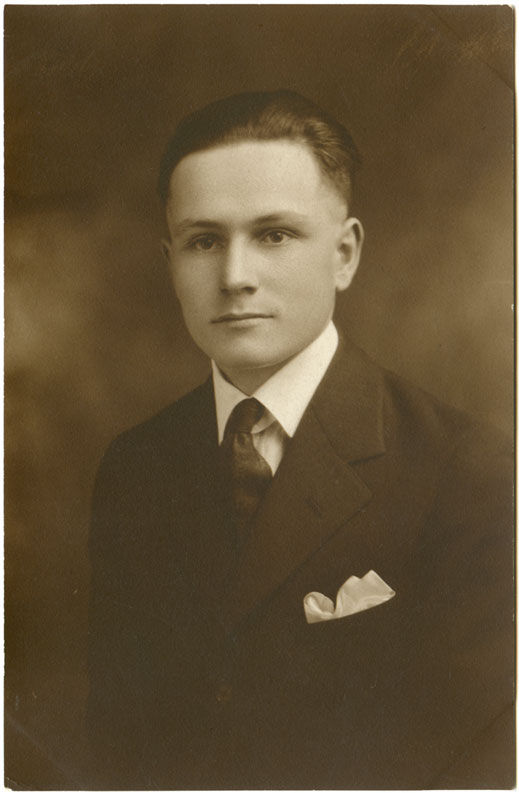
約1920年代的高班生攝影

高班生攝影（senior portraits）是在北美校園的正式人像攝影，拍攝對象是高級中學的毕业年級學生，一般會在剛升上最高年級時就進行拍攝，可能會放在學校的毕业纪念册中，學生也會分送給其朋友及家人。

## 人物摄影圖集

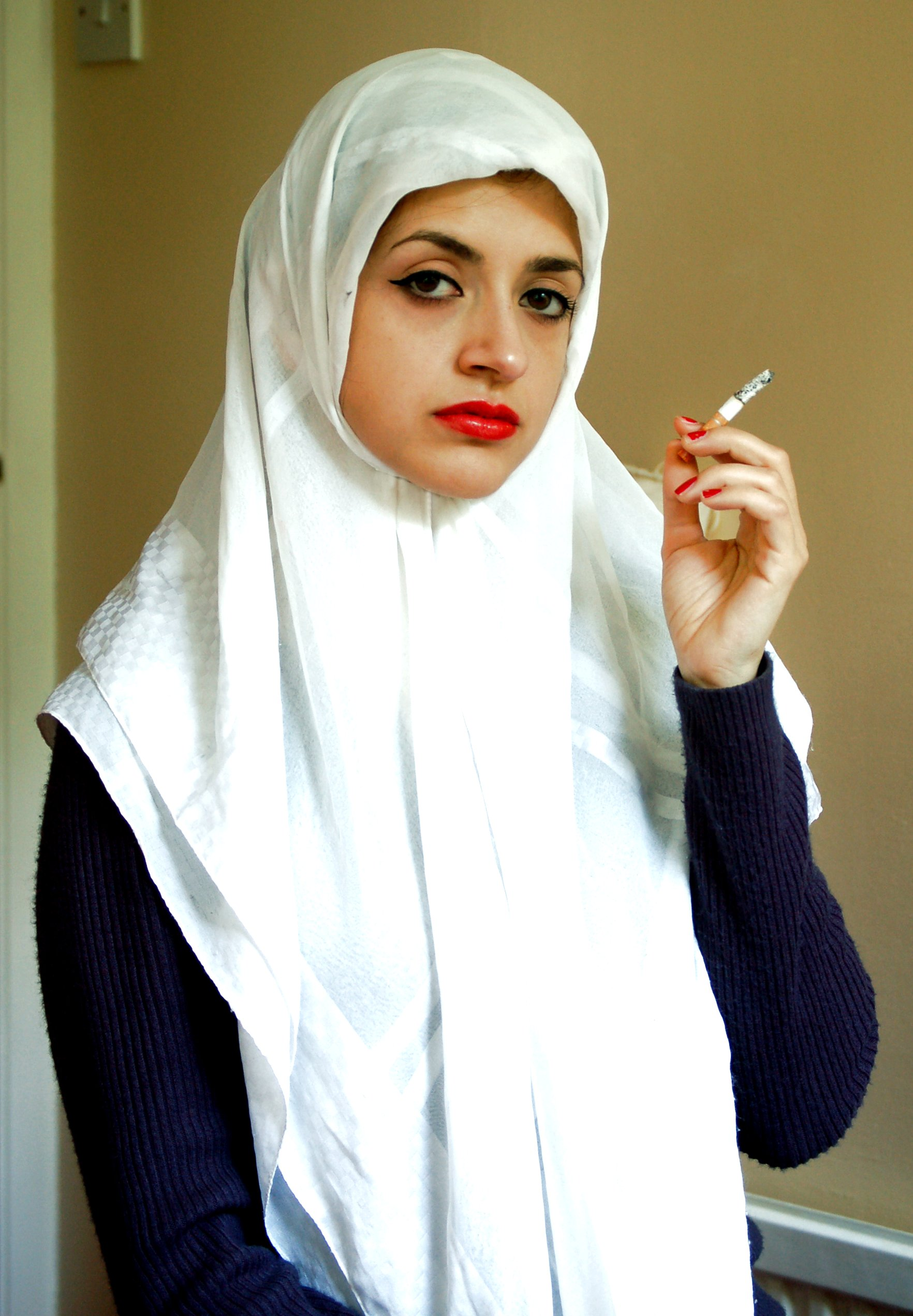
中東少女肖像
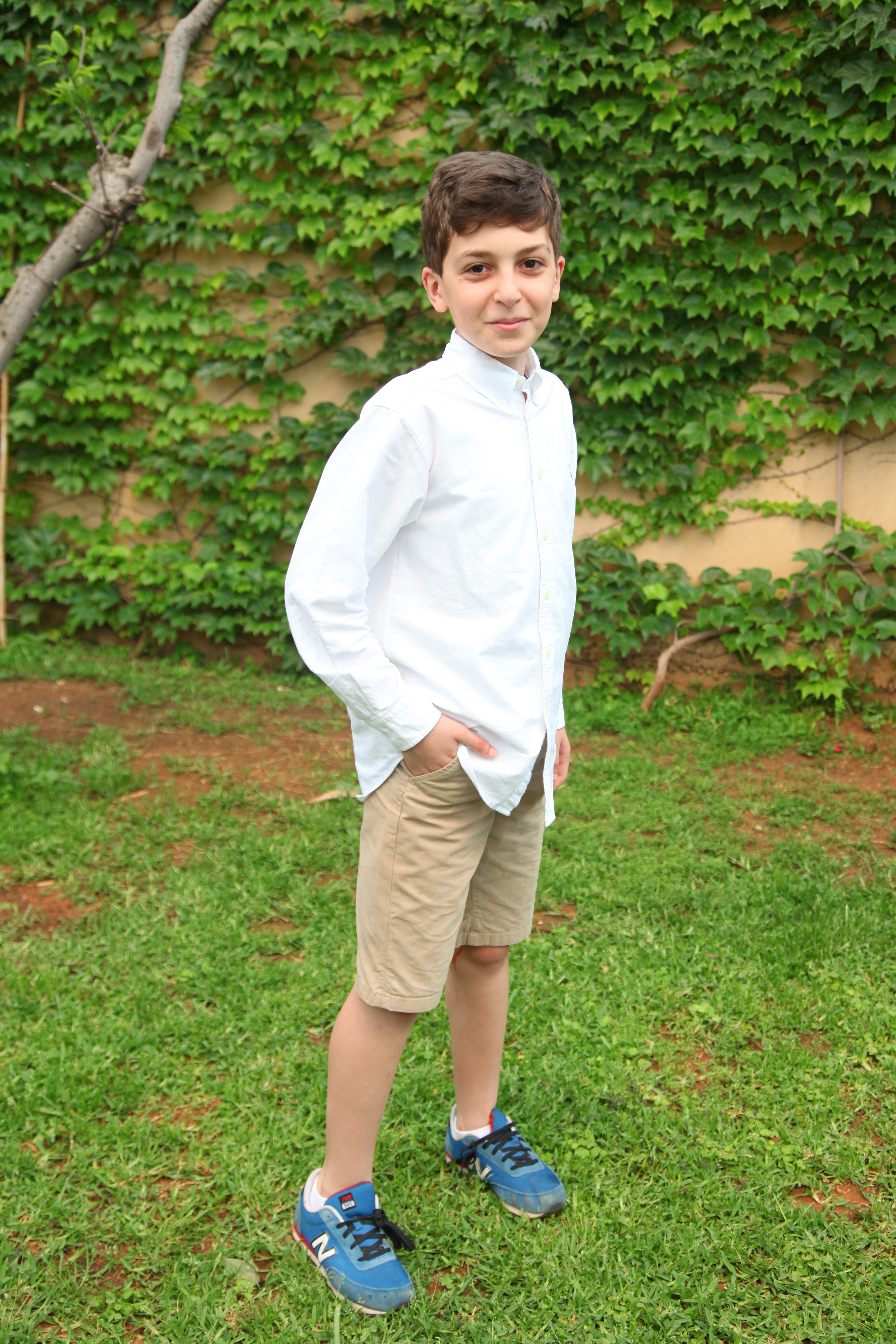
一名少年人像
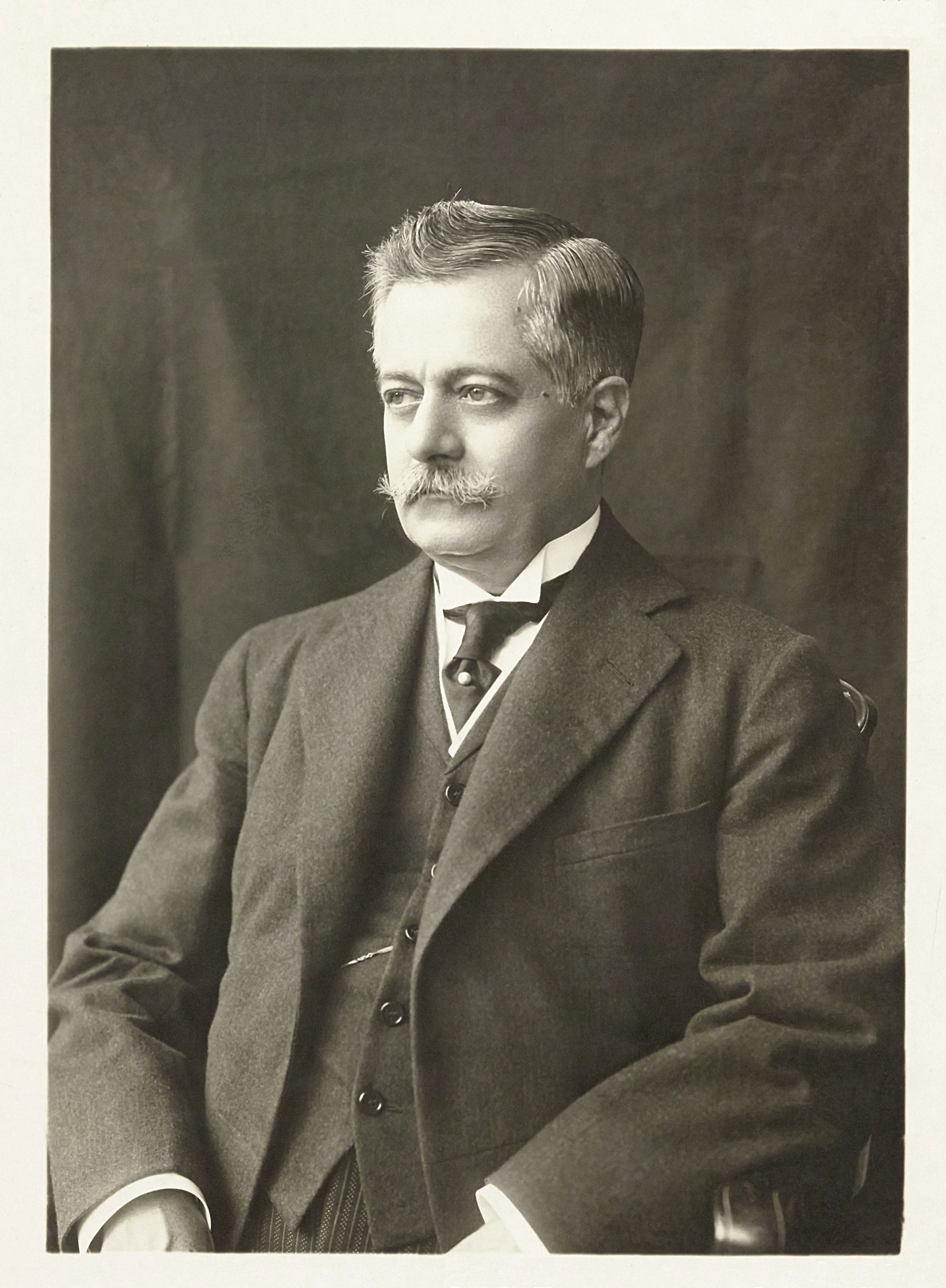
古代男性人像
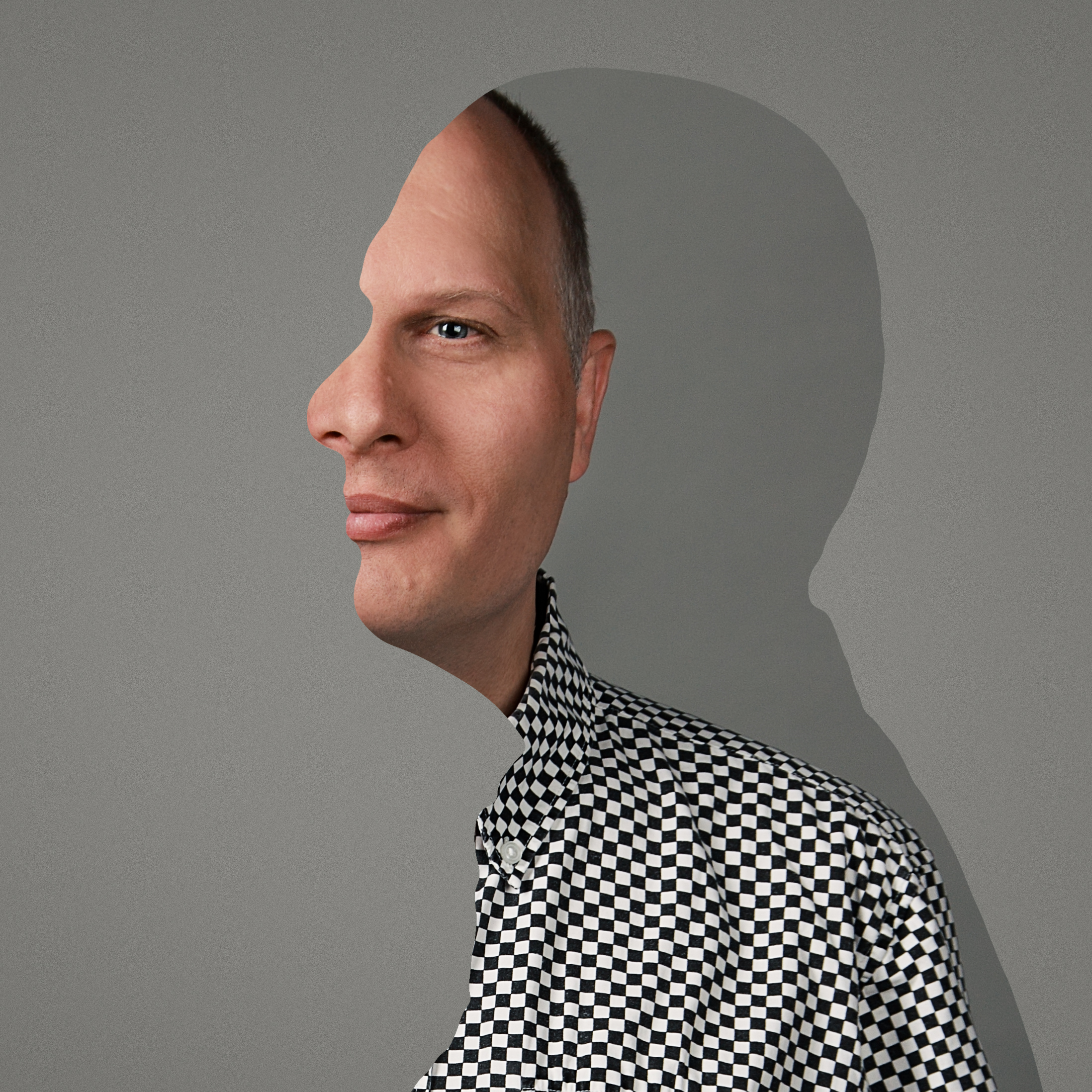
自拍肖像
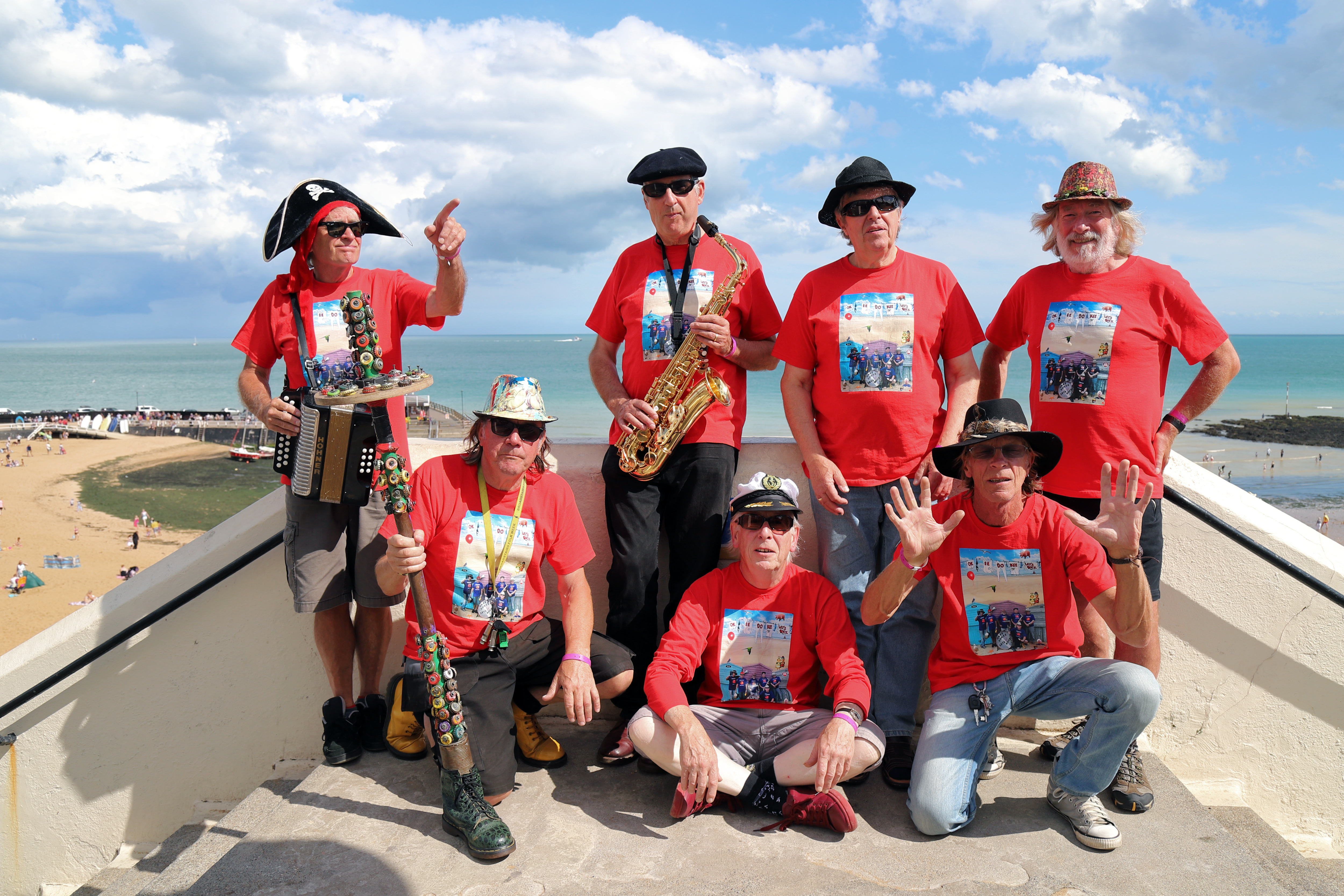
英國樂團合照
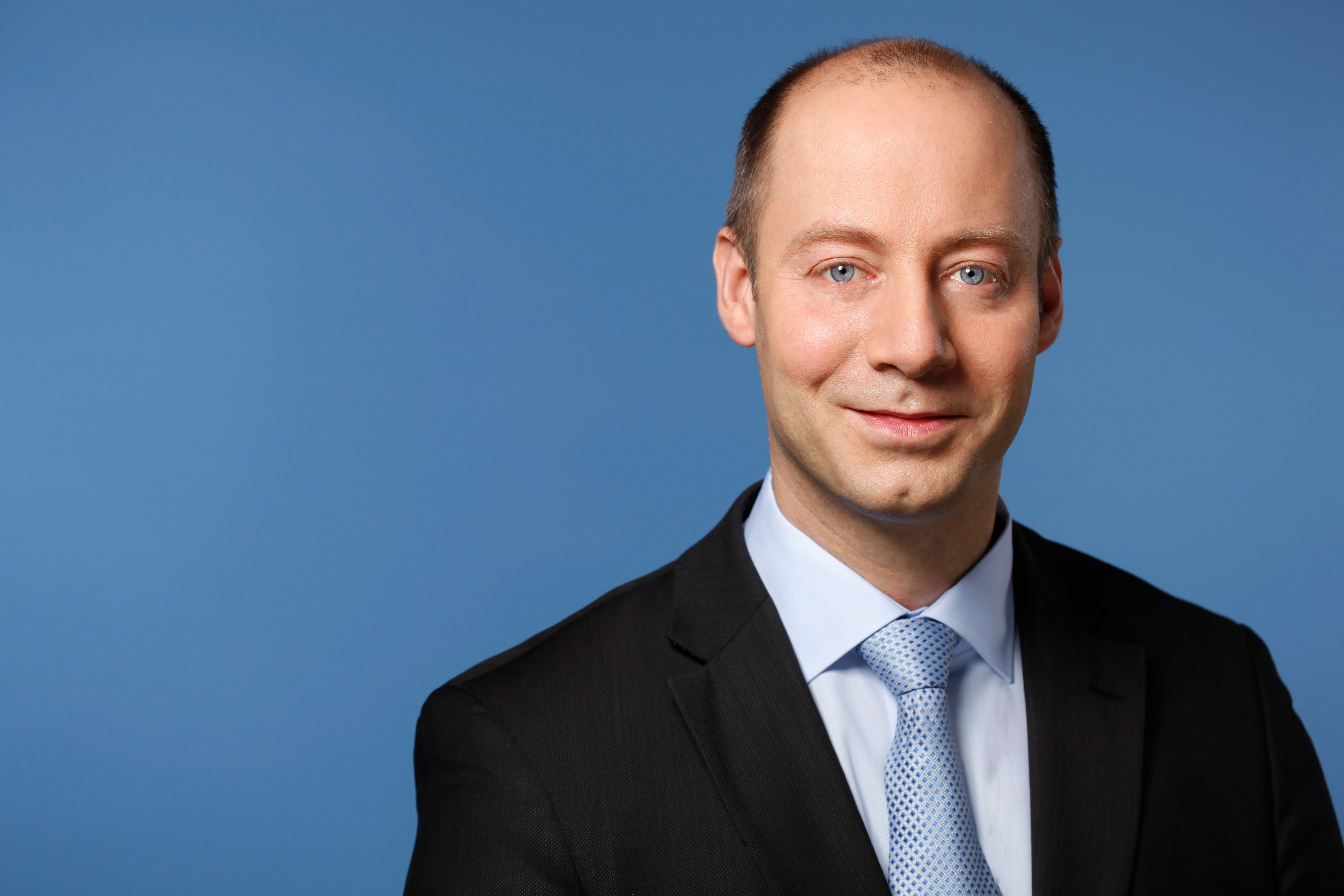
官方人像